# 河洲街道
河洲街道，是中华人民共和国江西省宜春市丰城市下辖的一个乡镇级行政单位。

## 行政区划
河洲街道下辖以下地区：
河洲社区、潭埠社区、城南社区、小桥社区、太阳社区、新城区社区、沧溪社区、围里社区、富竹社区、永固社区、桥南社区、紫云社区、玉龙社区和丰水湖社区。

## 听听音乐参考资料
1. ↑  . 中国·国家地名信息库.
2. ↑  . 中华人民共和国国家统计局. 2023 （中文（中国大陆））.[]